# Élections législatives indonésiennes de 2019
Les élections législatives indonésiennes de 2019 se déroulent le 17 avril 2019 en Indonésie afin de renouveler les 575 membres du Conseil représentatif du peuple et les 136 membres du Conseil représentatif des régions. Pour la première fois de l'histoire du pays, les élections sont organisées en même temps que l'élection présidentielle.

## Système électoral
L’Indonésie est dotée d'un parlement bicaméral, l'Assemblée délibérative du peuple composé d'une chambre basse, le Conseil représentatif du peuple, et d'une chambre haute, le Conseil représentatif des régions. Tous deux sont renouvelés en intégralité simultanément tous les cinq ans, mais selon des modes de scrutin différents. 
Le Conseil représentatif du peuple est doté de 575 sièges pourvus au scrutin proportionnel plurinominal de listes dans 34 circonscriptions de 3 à 10 sièges chacune correspondant aux 34 provinces du pays. Les listes sont dites ouvertes, les électeurs pouvant effectuer un vote préférentiel envers l'un des candidats de la liste pour laquelle ils votent afin de faire monter sa place dans la liste. Après décompte des voix, les sièges sont répartis à toutes les listes ayant franchi le seuil électoral de 4 % des votes valides selon la méthode du quotient de Hare. La loi électorale impose par ailleurs aux listes d'être composées d'un minimum de 30 % de femmes. Le total de sièges était de 560 aux précédentes élections.
Le Conseil représentatif des régions est doté de 136 sièges pourvus selon le système du vote unique non transférable, à raison de quatre sièges pour chacune des 34 provinces. Les électeurs votent pour un seul candidat dans leur circonscription, et les quatre candidats ayant reçu le plus de voix sont élus. Les partis ne sont pas autorisés à participer à l'élection de cette chambre, les candidats sont par conséquent tous Indépendants.
Le droit de vote s'acquiert à dix-sept ans, voire moins si l'électeur est ou a été marié, une clause de la loi électorale suscitant la polémique en ce qu'elle favoriserait les mariages de mineurs.

## Campagne
La campagne du gouvernement sortant se focalise notamment sur la lutte contre la corruption. Les thèmes islamo-conservateurs s'imposent par ailleurs dans la campagne, malgré la position modérée du président sortant Joko Widodo sur ce sujet, devenu central,. L'Indonésie est le pays majoritairement musulman le plus peuplé au monde.

## Dépouillement

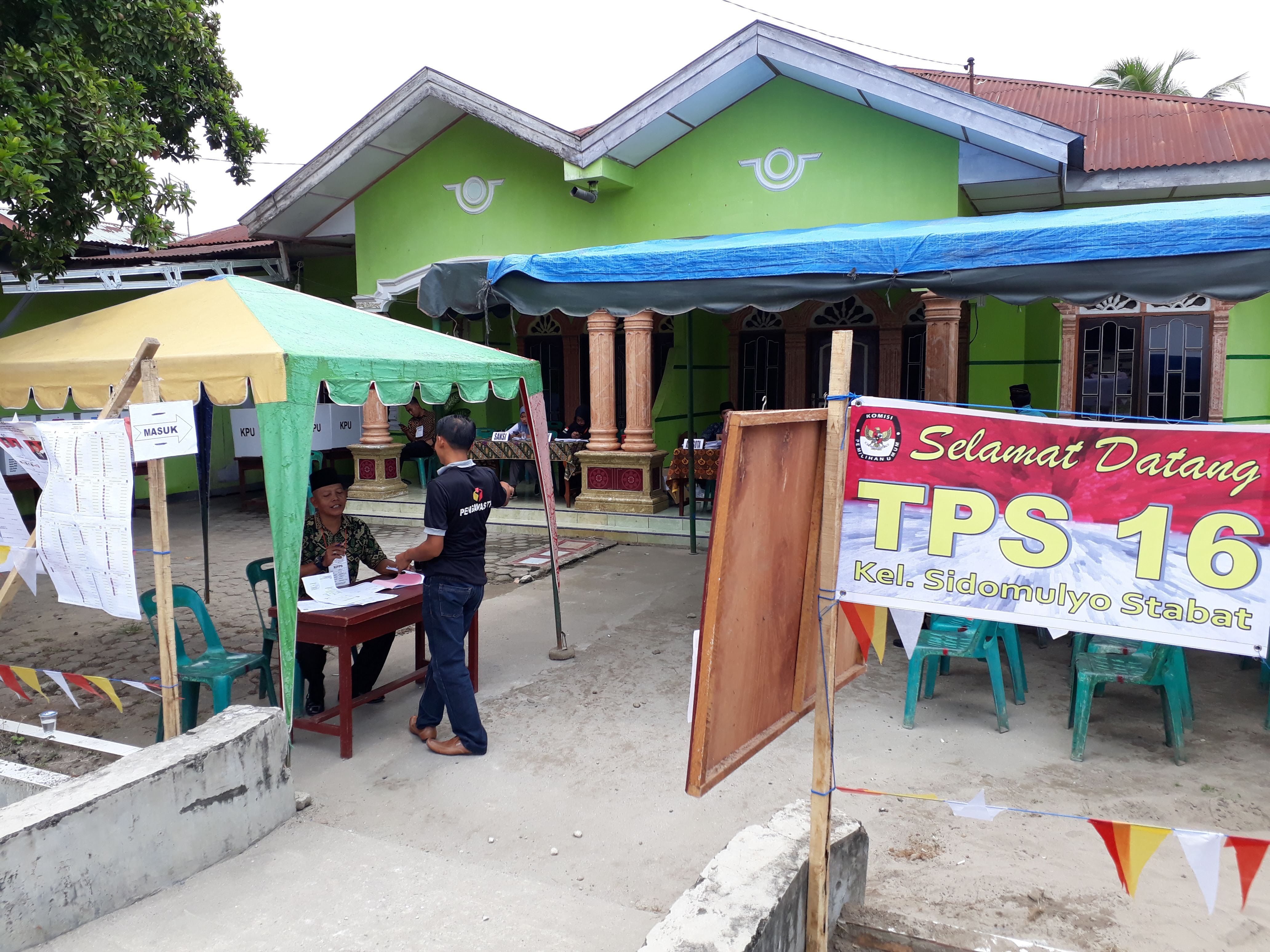
Bureau de vote

Le dépouillement des voix est marqué par le décès d'au moins 569 assesseurs et de la mise en arrêt de travail de plus de 4 310 autres sur près de six millions. Le gouvernement, qui organisait pour la première fois simultanément les élections présidentielles, législatives provinciales et municipales, a en effet recours par manque de fonctionnaires à des intérimaires locaux, des chômeurs ou des retraités. Plus de 600 millions de bulletins sont alors dépouillés pendant dix jours d'affilée, parfois par les mêmes personnes trente heures d'affilée, sous une température de 30 degrés et une humidité de 80 %, occasionnant de nombreux décès et arrêts de travail. Les familles des victimes devraient être indemnisées à hauteur de 2000 euros. Ces décès entrainent de vives critiques envers le gouvernement, qui avait décidé d'organiser pour la première fois l'ensemble des scrutins de tous les échelons nationaux et territoriaux simultanément. Le gouvernement assure que cette expérience ne sera pas reconduite, et que les prochains scrutins seront de  nouveau organisés à des dates différentes,,.

## Résultats

### Conseil représentatif du peuple
|                           |                                                     |             |       |      |        |               |  |  |  |
| Parti                     | Parti                                               | Voix        | %     | +/-  | Sièges | +/-           |  |  |  |
|                           | Parti démocratique indonésien de lutte (PDIP)       | 27 053 961  | 19,33 | 0,38 | 128    | 19            |  |  |  |
|                           | Gerindra                                            | 17 594 839  | 12,57 | 0,76 | 78     | 5             |  |  |  |
|                           | Golkar                                              | 17 229 789  | 12,31 | 2,44 | 85     | 6             |  |  |  |
|                           | Parti du réveil national (PKB)                      | 13 570 097  | 9,69  | 0,65 | 58     | 11            |  |  |  |
|                           | Nasdem                                              | 12 661 792  | 9,05  | 2,33 | 59     | 23            |  |  |  |
|                           | Parti de la justice et de la prospérité (PKS)       | 11 493 663  | 8,21  | 1,42 | 50     | 10            |  |  |  |
|                           | Parti démocrate (Demokrat)                          | 10 876 507  | 7,77  | 2,42 | 54     | 7             |  |  |  |
|                           | Parti du mandat national (PAN)                      | 9 572 623   | 6,84  | 0,75 | 44     | 4             |  |  |  |
|                           | Parti pour l'unité et le développement (PPP)        | 6 323 147   | 4,52  | 2,01 | 19     | 20            |  |  |  |
|                           | Perindo                                             | 3 738 320   | 2,67  | Nv   | 0      | Nv            |  |  |  |
|                           | Berkarya                                            | 2 929 495   | 2,09  | Nv   | 0      | Nv            |  |  |  |
|                           | Parti de la solidarité indonésienne (PSI)           | 2 650 361   | 1,89  | Nv   | 0      | Nv            |  |  |  |
|                           | Parti de la conscience du peuple (Hanura)           | 2 161 507   | 1,54  | 3,72 | 0      | 16            |  |  |  |
|                           | Parti de l'étoile et du croissant (PBB)             | 1 099 848   | 0,79  | 0,67 | 0      | en stagnation |  |  |  |
|                           | Garuda                                              | 702 536     | 0,50  | Nv   | 0      | Nv            |  |  |  |
|                           | Parti indonésien de la justice et de l'unité (PKPI) | 312 775     | 0,22  | 0,69 | 0      | en stagnation |  |  |  |
|                           |                                                     |             |       |      |        |               |  |  |  |
| Suffrages exprimés        | Suffrages exprimés                                  | 139 971 260 | 88,88 |      |        |               |  |  |  |
| Votes blancs et invalides | Votes blancs et invalides                           | 17 503 953  | 11,12 |      |        |               |  |  |  |
| Total                     | Total                                               | 157 475 213 | 100   | –    | 575    | 15            |  |  |  |
| Abstentions               | Abstentions                                         | 30 306 671  | 16,14 |      |        |               |  |  |  |
| Inscrits / participation  | Inscrits / participation                            | 187 781 884 | 83,86 |      |        |               |  |  |  |